# Август фон Гефтен
Август Фрідріх Карл Людвіг фон Гефтен (August Friedrich Karl Ludwig von Haeften; 12 липня 1832, маєток Ерпрат, Ксантен — 2 серпня 1871, Ксантен) — німецький архіваріус.

## Біографія

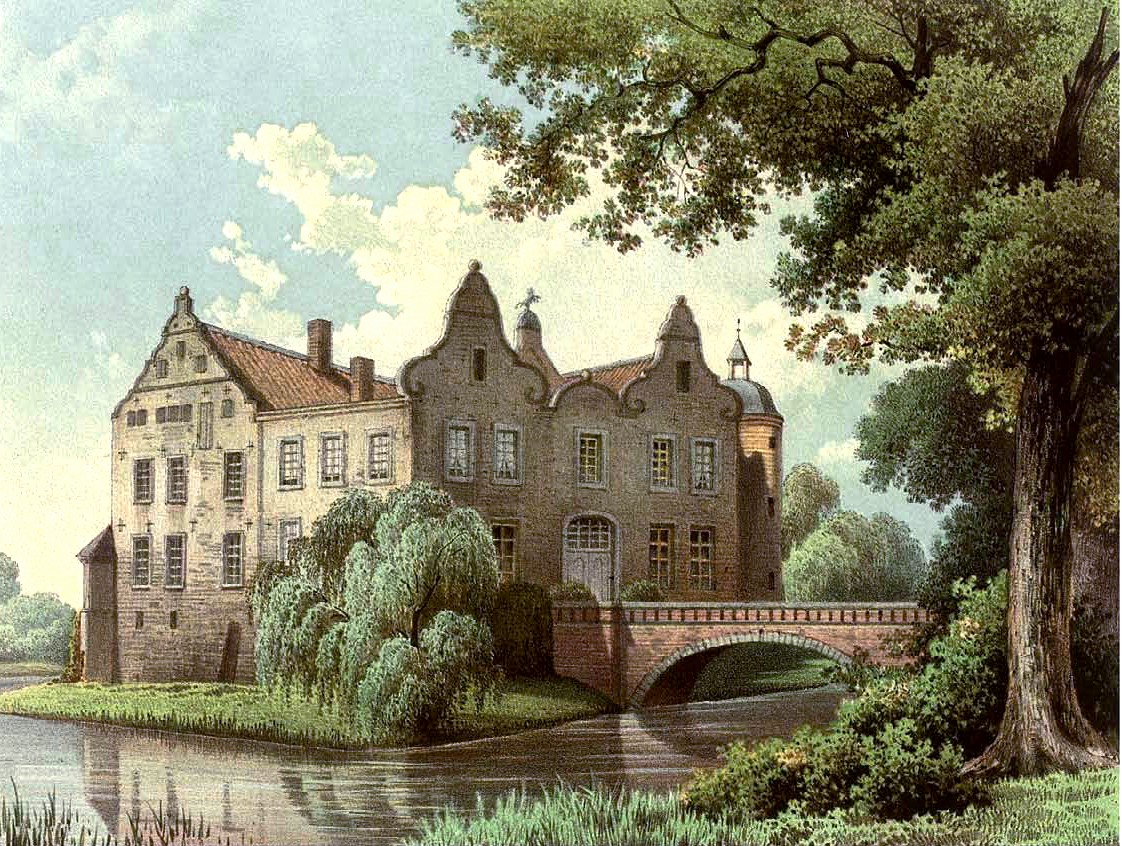
Маєток Ерпрат, в якому народився Гефтен (1860).

Представник знатного німецько-нідерландського роду. Гефтен працював державним архіваріусом Провінційного архіву (пізніше — Головний державний архів Дюссельдорфа, сьогодні — відділ «Рейнланд» земельного архіву Північного Рейну-Вестфалії).

## Сім'я
4 серпня 1863 року одружився в маєтку Фюрстенберг біля Ксантена з Елізабет фон Гохвехтер (15 грудня 1840, маєток Фюрстенберг — 3 травня 1916, Веймар). В пари народились 4 дітей:
- Карл Отто (20 липня 1864, Дюссельдорф — ?)
- Агнес (1 листопада 1866, Дюссельдорф — ?)
- Густав Ернст Енно (19 квітня 1869, Ганновер — 7 січня 1928, Потсдам)
- Ганс Максиміліан Густав (13 червня 1870, маєток Фюрстенберг — 9 червня 1937, Гота)

## Редакції
- Urkunden und Actenstücke zur Geschichte des Kurfürsten Friedrich Wilhelm von Brandenburg / 5. Ständische Verhandlungen. – Band 1: Cleve-Mark, 1869